# Кастильо, Родольфо
Родольфо Рамон де Хесус Кастильо Варгас (исп. Rodolfo Ramon de Jesús Castillo Vargas; 7 декабря 1932, Сан-Хосе — 13 июля 1994) — коста-риканский тяжелоатлет, участник летних Олимпийских игр 1968 года.

## Биография
В 1968 году Родольфо Кастильо принял участие в летних Олимпийских играх в Мехико, в рамках которых также определялся ещё и чемпион мира. На церемонии открытия Игр Кастильо было доверено право нести флаг Коста-Рики. На самих Играх Родольфо выступил в соревнованиях в весовой категории до 82,5 кг. 
Соревнования проходили в три этапа: армейский жим, рывок и толчок. В первом подходе в армейском жиме Кастильо не смог взять вес 112,5 кг, однако во второй попытке ему удалось взять начальный вес. Третья попытка с весом 117,5 кг оказалась неудачной. После армейского жима коста-риканский тяжелоатлет занимал 21-е место из 22 оставшихся спортсменов (в первом упражнении сразу 4 спортсмена не смогли взять начальный заявленный вес). В рывке Кастильо последовательно поднял 97,5 кг, 102,5 кг и 105 кг. Тем не менее с этим результатом Родольфо в рывке смог лишь разделить последние два места с ещё одним аутсайдером Хосе Пересом из Доминиканской Республики, которого по сумме двух упражнений Кастильо опережал на 2,5 кг. В толчке Кастильо смог удачно выполнить две попытки из трёх, показав результат 140 кг. По итогам всех трёх упражнений Кастильо поднял 357,5 кг и занял итоговое 21-е место, опередив Переса на 7,5 кг. От олимпийского чемпиона из СССР Бориса Селицкого Кастильо отстал на 127,5 кг.
Умер 13 июля 1994 года в госпитале Сан-Хуан де Диос.